# Jelitki
Jelitki (deutsch Jelittken, 1938 bis 1945 Gelitten) ist ein Dorf in der polnischen Woiwodschaft Ermland-Masuren, das zur Landgemeinde Wieliczki (Wielitzken, 1938 bis 1945 Wallenrode) im Powiat Olecki (Kreis Oletzko, 1933 bis 1945 Kreis Treuburg) gehört.

## Geographische Lage
Jelitki liegt im Osten der Woiwodschaft Ermland-Masuren, 15 Kilometer südlich der Kreisstadt Olecko (Marggrabowa, umgangssprachlich auch Oletzko, 1928 bis 1945 Treuburg).

## Geschichte
Im Jahre 1486 wurde das seinerzeit Gelittken, vor 1785 Jelitzken, nach 1871 Jelitken und bis 1938 Jelittken genannte kleine Dorf gegründet. Es bestand aus mehreren großen Höfen. Von 1874 bis 1945 war es in den Amtsbezirk Nordenthal (polnisch Nory) eingegliedert, der – 1938 in „Amtsbezirk Nordental“ umbenannt – zum Kreis Oletzko (1933 bis 1945: Kreis Treuburg) im Regierungsbezirk Gumbinnen der preußischen Provinz Ostpreußen gehörte.
122 Einwohner verzeichnete Jelittken im Jahr 1910. Ihre Zahl verringerte sich bis 1933 auf 107 und belief sich 1939 auf nur noch 95.
Aufgrund der Bestimmungen des Versailler Vertrags stimmte die Bevölkerung im Abstimmungsgebiet Allenstein, zu dem Jelittken gehörte, am 11. Juli 1920 über die weitere staatliche Zugehörigkeit zu Ostpreußen (und damit zu Deutschland) oder den Anschluss an Polen ab. In Jelittken stimmten 75 Einwohner für den Verbleib bei Ostpreußen, auf Polen entfiel keine Stimme.
Am 3. Juni 1938 wurde Jelittken aus politisch-ideologischen Gründen der Vermeidung fremdländisch klingender Ortsnamen in „Gelitten“ umbenannt.
In Kriegsfolge kam das Dorf 1945 mit dem gesamten südlichen Ostpreußen zu Polen und erhielt die polnische Namensform „Jelitki“. Heute ist es Sitz eines Schulzenamtes (polnisch sołectwo) und somit eine Ortschaft im Verbund der Gmina Wieliczki (Wielitzken, 1938 bis 1945 Wallenrode) im Powiat Olecki (Kreis Oletzko, 1933 bis 1945 Kreis Treuburg), vor 1998 der Woiwodschaft Suwałki, seither der Woiwodschaft Ermland-Masuren zugehörig.

## Religionen
Bis 1945 war Jelittken in die evangelische Kirche Wielitzken in der Kirchenprovinz Ostpreußen der Kirche der Altpreußischen Union sowie in die katholische Pfarrkirche Marggrabowa (Treuburg) im Bistum Ermland eingepfarrt.
Heute gehört Jelitki katholischerseits zur Pfarrei Wieliczki mit der Filialkirche Kleszczewo (Kleszöwen, 1936 bis 1938 Kleschöwen, 1938 bis 1945 Kleschen) im Bistum Ełk der Römisch-katholischen Kirche in Polen. Die evangelischen Einwohner halten sich zu den Kirchen in Ełk (Lyck) oder Suwałki in der Diözese Masuren der Evangelisch-Augsburgischen Kirche in Polen.

## Verkehr
Jelitki ist von der bedeutenden polnischen Landesstraße DK 65 (einstige deutsche Reichsstraße 132) aus auf einer Nebenstraße zu erreichen, die von Gąski (Gonsken) über Kijewo (Kiöwen) nach Guty (Gutten) führt. Kijewo ist die nächste Bahnstation an der – allerdings nur noch unregelmäßig im Güterverkehr befahrenen – Bahnstrecke Ełk–Olecko, einem Teilabschnitt der früheren Bahnstrecke Lyck–Insterburg.